# 1413 Roucarie
1413 Roucarie este un asteroid din centura principală, descoperit pe 12 februarie 1937, de Louis Boyer.